# Roland West
Roland West (n. 20 februarie 1885, Cleveland, Ohio, SUA – d. 31 martie 1952, Santa Monica, California, SUA) a fost un regizor hollywoodian cunoscut pentru proto-filmele noir inovatoare ale anilor 1920 și începutul anilor 1930.

## Biografie
West s-a născut ca Roland Van Zimmer într-o familie din Cleveland, Ohio, implicată în teatru. A început jucând în perioada adolescenței în producții de vodevil. Pe când avea douăzeci de ani, el a scris și regizat producții de vodevil. 
La scurt timp după aceea, a început să regizeze filme, cum ar fi Monstrul (1925) cu Lon Chaney, Liliacul (1926), bazat pe romanul lui Mary Roberts Rinehart (pusă în scenă de Rinehart și Avery Hopwood), Alibi (1929) pentru care a fost nominalizat pentru Premiul Oscar pentru cel mai bun film, Liliacul șoptește (1930) (de asemenea, bazate pe romanul și piesa de teatru a lui Rinehart) și Corsarul (1931). 
West era bine cunoscut în perioada anilor 1930, încât Liliacul șoptește era prezentat pe afișe ca Liliacul șoptește de Roland West. Cu toate acestea, el a mai realizt doar un film în cariera sa.
Prima soție a lui Roland West a fost actrița Jewel Carmen, deși cei doi se vor înstrăina în cele din urmă, și West a început o lungă aventură cu actrița Thelma Todd. După decesul lui Todd în 1935 și după divorțul său de Carmen în 1938, s-a căsătorit cu actrița Lola Lane după data de 25 iunie 1946  și a rămas căsătorit până la moartea sa în 1952. 
După decesul lui Todd și divorțul de Carmen, West a lucrat mai rar și s-a izolat. La începutul anilor 1950, sănătatea lui a început să decadă, suferind un accident vascular cerebral și o cădere nervoasă. A murit în Santa Monica, California, în anul 1952, la vârsta de 67 de ani.

## Decesul Thelmei Todd
West a fost mult timp considerat suspect de crimă conform mai multor teorii ale conspirației din cauza circumstanțelor neobișnuite ale decesului amantei sale, actrița Thelma Todd. Todd și West și-au început aventura la scurt timp după excursia realizată cu pe Insula Catalina din 1930. În cele din urmă cei doi au devenit parteneri de afaceri și s-au muta alături unul de altul pe 17575 Pacific Coast Highway, Pacific Palisades, California. Relația lor a fost descris ca fiind volatilă și West a fost descris ca fiind posesiv.
Todd a fost găsită moartă în garajul său în decembrie 1935. O autopsie a concluzionat că a murit accidental cu monoxid de carbon cauzat de evacuarea mașinii sale. Unii împătimiți în ale conspirației au sugerat că Todd a fost ucisă de West, la bordul iahtului său, Joyita. Această teorie afirmă că apoi a pus cadavrul în garaj pentru a fi găsit mai târziu și a înscenat totul în așa fel încât să semene cu un accident. Joyita și-a câștigat un renume și mai infam în 1955, când 25 de pasageri aflați la bordul său, împreună cu echipajul au dispărut în Pacificul de Sud.
Nu au existat dovezi privind acuzațiile împotriva lui West și nici el, nici nimeni altcineva nu a fost vreodată acuzat de nicio infracțiune în legătură cu decesul lui Todd. Cu toate acestea, publicitatea negativă din jurul presupusei lui implicări în decesul Thelmei Todd au dăunat reputației lui și în mare măsură i-a umbrit activitatea sa în cadrul industriei cinematografice.

## Filmografie
- O Femeie de Onoare (1916)
- Suflete Pierdute (1916)
- Sirena (1917)
- De Luxe Annie (1918)
- The Silver Lining (1921)
- Nimeni nu (1921)
- Necunoscut Violet (1923)
- Driftwood (1924)
- Monstrul (1925)
- Liliacul (1926)
- Porumbelul (1927)
- Alibi (1929)
- Liliacul șoptește (1930)

## Legături externe
- Roland West la Internet Movie Database